# Dave Pichette
David „Dave“ Pichette (* 4. Februar 1960 in Grand Falls, Neufundland) ist ein ehemaliger kanadischer Eishockeyspieler, der in seiner aktiven Zeit von 1978 bis 1990 unter anderem für die Québec Nordiques, St. Louis Blues, New Jersey Devils und New York Rangers in der National Hockey League gespielt hat.

## Karriere
Dave Pichette begann seine Karriere als Eishockeyspieler bei den Québec Remparts, für die er von 1978 bis 1980 in der kanadischen Juniorenliga QMJHL aktiv war. In diesem Zeitraum erhielt er am 31. Oktober 1979 als Free Agent einen Vertrag bei den Québec Nordiques, für die er von 1980 bis 1984 in der National Hockey League spielte. In diesem Zeitraum kam der Verteidiger parallel auch für die Farmteams der Nordiques, die Hershey Bears und Fredericton Express in der American Hockey League zum Einsatz. Am 10. Februar 1984 wurde er im Tausch gegen André Doré an die St. Louis Blues abgegeben. Bis zum Ende der Saison 1983/84 erzielte er in 32 Spielen ein Tor für die Blues und bereitete weitere 13 Treffer vor.
Am 9. Oktober 1984 wurde Pichette von den New Jersey Devils im NHL Waiver Draft ausgewählt. Nachdem er im ersten Jahr im Franchise der Devils noch einen Stammplatz im NHL-Kader hatte, lief er in der Saison 1985/86 bereits abwechselnd für New Jersey in der NHL und dessen Farmteam, die Maine Mariners, in der AHL auf. In der Saison 1986/87 stand der Kanadier schließlich ausschließlich für die Mariners in der AHL auf dem Eis. In der folgenden Spielzeit absolvierte er noch einmal sechs Partien für die New York Rangers in der NHL, konnte sich jedoch nicht bei den Rangers durchsetzen und verbrachte die meiste Zeit im AHL-Farmteam bei den New Haven Nighthawks. Nachdem er die Saison 1988/89 beim Krefelder EV in der Bundesliga begonnen hatte, spielte er bis zu seinem Karriereende 1990 im Alter von 30 Jahren für die Cape Breton Oilers und Halifax Citadels in der American Hockey League.
Anlässlich des Heroes of Hockey Game, welches im Rahmen des NHL All-Star Games stattfand, schnürte er 2001 noch einmal die Schlittschuhe.

## Erfolge und Auszeichnungen
- 2001 Heroes of Hockey Game